# 利亞拿體育會
利亞拿體育會（葡萄牙語：União Desportiva de Leiria）是一間葡萄牙的足球球會，成立於1966年6月6日，是葡萄牙足球超級聯賽中最年輕的球會。他們的球會在，位於葡萄牙的中部。而他們的主場位於佩索阿體育場，也稱為O Lis。  
利亞拿曾於葡萄牙足球超級聯賽角逐，但2011/12赛季在财政危机下降级，又因未能及时在葡甲注册，只能参加葡萄牙足球乙级联赛。利亞拿是葡萄牙一間值得尊敬的球會，因為他們驚人地在葡萄牙足球超級聯賽中獲得成功。而他們在全國的宿敵是比拉馬、拿華和科英布拉大學，他們在地理上相當接近，都歸入了同一個區域。在聯賽中，他們激烈地爭奪參加歐洲足協杯的位置。

## 球迷
大約有人口50,000人，而利亞拿區則大約有471,000人。利亞拿的球迷稱為「利亞拿人」(leirienses)，而主要的球迷會組織則稱為Frente Leiria。
利亞拿在主場激烈競爭時，球迷會稱為Os Lis。

## 著名球員
- （Nuno Valente）
- João Paulo Andrade
- Helton
- Roudolphe Douala
- Derlei
- Marco Airosa
- Alioune Touré
- Bartosz Slusarski

## 著名教練
- 摩連奴
- Domingos Paciência- 現任

## 近年排名
聯賽
- 1994/95球季 - 第六名
- 1995/96球季 - 第七名
- 1996/97球季 - 第十七名(降班)
- 1997/98球季 - 第一名(甲組)
- 1998/99球季 - 第六名
- 1999/00球季 - 第十名
- 2000/01球季 - 第五名
- 2001/02球季 - 第七名
- 2002/03球季 - 第五名
- 2003/04球季 - 第十名
- 2004/05球季 - 第十五名
- 2005/06球季 - 第七名

## 以前的成功
在2003年，利亞拿打入了葡萄牙杯決賽，但以0-1輸給波圖。而2004年，他們打進了圖圖杯決賽，最後輸給里爾0-2。

## 外部連結
- 官方網站（页面存档备份，存于）
- 球迷網站
- 利亞拿blog（页面存档备份，存于）